# Ciudad Jardín (banda)

Ciudad Jardín es el nombre de la banda de pop fundada en 1982 por Rodrigo de Lorenzo y, ocasionalmente, su propio nombre artístico. Se disolvió en 1997, tras publicar nueve discos de larga duración y un EP. 
Su formación más estable fue con Paco Musulén (Francisco Ruiz Musulén) y Luis Elices, y anteriormente, con Eugenio Haro y Julián H. Hidalgo (Julián Hernández Hidalgo). 
La crítica siempre valoró su “carácter independiente” y su manera “particular de entender el pop, sin dejar de evolucionar, coqueteando con la línea que separa lo comercial de lo elitista”.
Para Salvador Domínguez, la historia del grupo se divide en “dos etapas bien diferenciadas. Una primera, agreste, anárquica, …, romántica…., y otra segunda en la que se aprecia una mayor elaboración, ejecución y producción, pero tan inspirada como la anterior”.
Para Xavier Mercadé, "A pesar de surgir dentro del vivero de la movida ochentera, Ciudad Jardín supieron desmarcarse rápidamente con un sonido y un discurso desconcertante y diferente".(...) "un grupo difícilmente definible"."Sin embargo, su producción fue muy suculenta".

## Historia
Los primeros años (1982-1986)
Rodrigo de Lorenzo (Rodrigo Lorenzo Saiz-Calleja. En los créditos, también: Rodrigo D. Lorenzo o Rodrigo X. Lorenzo) había sido guitarrista de Ella y los Neumáticos y bajista en Glutamato Ye-Yé. En 1982, Ramón Recio le propone grabar un EP para su sello independiente Goldstein. Él decide adoptar como nombre artístico el del concepto del urbanista Ebenezer Howard, porque entonces está interesado en esos temas. Recio le anima a reunir una banda, que incluirá a Eugenio Haro como bajista y a dos baterías alternos (Juan Luis Vizcaya y Pol (o Paul) Gunlach, de Derribos Arias). Esta banda graba el disco, pero Recio no llegará a editarlo. El disco sonará, sin embargo, en los programas de Juan de Pablos y Gonzalo Garrido en Radio España. Este EP sería publicado finalmente en 1999 por Subterfuge Records con el título Ciudad jardín. 
El disco incluye las canciones Nunca he sido tan feliz, incluida más tarde como Las vacas en Falso y Toma cantidad en arreglos diferentes, y Sector de agitadas, de quien tomará su nombre la banda Sector de agitadas
Asociados por Ramón Recio a las «hornadas irritantes»,  (tendencia artística de la Nueva ola o Movida madrileña), lideradas por sus amigos de los grupos Glutamato Ye-Yé y Derribos Arias, Ciudad Jardín se irán distanciando progresivamente de esa tendencia tanto en la música como en las letras.
En 1983 actúan con PVP y otros grupos en la Cárcel de Yeserías, en un festival organizado y presentado por Eduardo Haro Ibars, hermano de Eugenio Haro.
El 11 de abril de 1984 actúan en Rock-Ola.
En 1984, Rodrigo de Lorenzo y Eugenio Haro, ya con Julián H. Hidalgo (Julián Hernández Hidalgo) en la batería, quedaron segundos en la IV edición del Concurso Rock Villa de Madrid (hoy, en Universimad). Según la crónica de Santiago Alcanda, su pop resultó “animoso, bailable y actual”. Como parte del premio graban cuatro temas que incluirán en su primer LP, Falso. Poco después se une el bajista Santi Agudo, y Eugenio Haro pasa a la guitarra.
El premio les facilita su segundo contrato discográfico, con la española Fonomusic, que estipula la grabación de cinco LPs. Según Jesús Ordovás “Su primer álbum apareció en 1985 en un pequeño sello discográfico sin recursos suficientes para promocionar una banda de estas características, fronteriza, mestiza y a contracorriente.”
Se trataba del álbum Falso (1985), con el que obtienen buenas críticas en la prensa especializada seria. Para Ruta 66, “Una nueva y tonificante postura musical”. Para Jaime Gonzalo es “Uno de los grupos más inquietos, inteligentes y positivos que la música de los últimos cinco años haya conocido.(…) canciones funcionales y vibrantes que reflejan, ante todo, el talento innato de Rodrigo para unos textos de lucidez algebraica”. Para la crítica de Rockdelux, el disco, “Efectivamente, era un conjunto de canciones crudas y sinceras, desprovistas de artificios, en las que sobresalía una singular voz, absolutamente impulsiva. En los textos, nada de amores, bares y esas vulgaridades, sino historias cercanas al surrealismo (…) llenas de guiños, ironías e ingeniosos juegos de palabras”. La portada fue realizada por Nieves Córcoles con una foto de Julio Moya recreando la famosa foto de Robert Capa Muerte de un miliciano.
De Falso se extraen los sencillos Emmanuelle negra y Las vacas. Siniestro Total harán una versión de la primera de estas canciones llamada Emmanuel negra en el valle de los zombies en su disco Cultura popular (1997).
Su siguiente LP, Auténtico (1986), lleva a la crítica a situarlos como “primer grupo exclusivamente arty-rock de la geografía hispana”. “(…) brillantes y personales” y con un “gracejo surrealista”. “(…) absolutamente encantadores en lo referencial de su obra (…) y en lo agudo de sus reflexiones”. También se atisba, en La Luna de Madrid, su “tropicalización”, lo “peculiar y personal” de la voz de Rodrigo Lorenzo y se les califica de “alternativa al pop dentro del pop”, “únicos capaces de dar nueva vida a un género tópico”. En Rockdelux se juzga como “(…) uno de los pocos discos verdaderamente estimulantes y esperanzadores surgidos en los últimos años de Madrid”. “La integración del funk y el soul en unas canciones (…) atractivas”. De nuevo, en la compañía y las radiofórmulas “desperdiciaron todos los hallazgos que el disco contenía. Los excelentes arreglos de ¡Gato! y No puedo fumar. (…) La forma de integrar las palabras en la música”.
De Auténtico se extraen los sencillos ¡Gato! (revisitada más tarde en Toma cantidad en un arreglo totalmente diferente, ¡Gato!) y No puedo fumar.
En esta primera etapa telonean a Johnny Thunders y The Smiths
Crisis y estabilidad (1987-1997)
A pesar de las buenas críticas, el escaso apoyo de la discográfica, la situación crítica de la banda, el deseo de huir de etiquetas que juzga negativas y el deseo de llegar a más gente deciden a Rodrigo a disolverla y sacar en solitario el tercer disco, el mini-LP Dame calidad (1987), con arreglos de Paco Musulén (Francisco Ruiz Musulén), teclados, y Luis Elices, guitarra. Estos dos músicos, antiguos miembros de Objetivo Birmania (banda),  pronto constituirán con Rodrigo el trío que grabará los seis discos siguientes y formará Ciudad Jardín durante una década. El disco Dame calidad, que incluye la canción homónima, además de Su casa es suya y Aquí la caña manda, suena lo suficiente en radio y televisión como para impulsar bastante la carrera del grupo. Su estilo tiende a estilos de raíz más afroamericana que la tendencia pop o rock más común en España: soul, funk, latino, y posteriormente también estilo étnico, y a la vez, se refina: “(…) una idea más elaborada de lo que son los arreglos, la melodía, la armonía”. Por indicación de la discográfica, el mini-LP es producido por Tomás Pacheco, antiguo miembro de Palmera.
Según la crítica, el disco supone: “Una de las propuestas más vivificantes de la música pop española”. “Un sonido depurado”. Esas tres canciones son calificadas de “(…) impactantes. Su casa es suya, de nuevo jugando con el sonido de las palabras. Dame calidad esconde una buena dosis de ironía en su inofensiva apariencia. Y Aquí la caña manda (…) abre una nueva vía”. Aun así, todavía se destaca su “visceralidad”. Para Rockdelux, Su casa es suya es una canción “bien hecha, con una historia creíble, perfectamente aposentada en la letra, con nervio vocal y producción dinámica” (…) Nada nuevo, porque Rodrigo de Lorenzo las lleva haciendo así desde hace cuatro años”. “Hace honor a su nombre y da calidad”.
De Dame calidad se extraen los sencillos Dame calidad y Aquí la caña manda.
Para prolongar el impulso, su discográfica decide complementar el mini-LP Dame calidad añadiéndole cuatro temas más y relanzándolo, lo que origina el título Toma cantidad (1988). 
Para la crítica especializada, el disco consolida al grupo: “Ciudad Jardín es sin duda una de las mejores formaciones que han aparecido en la última década en este país” “(…)revolucionó las estructuras musicales que hasta el momento se practicaban por aquí”. “(…) tal vez su compañía de discos se ha dado cuenta, tarde, de que tiene en su catálogo a uno de los mejores compositores y cantantes del país: Rodrigo (…)”.
De Toma cantidad se extrae el sencillo Su casa es suya y el maxisingle Emánuel negra en el valle de los zombis (disco mix).
Sus conciertos del año 1988 están entre lo mejor de ese año según la redacción de Rockdelux
Como cuarto LP completo publican Poo-len (1989), el primero compuesto, arreglado y producido por el trío Rodrigo Lorenzo, Paco Musulén y Luis Elices. La crítica destaca que el disco contiene “la impagable Un meñique (…) con un delicado riff de guitarra”. Y que “tras el hortofrutícula homenaje a Prince en la portada – hay otro interior – es eso lo que hay: ideas”. Y una producción que “ha permitido que todos los matices de las canciones queden al descubierto”. Son “canciones en las que cabe todo, incluyendo una buena dosis de buen humor y sagacidad en los textos”, y “un buen sonido” (…) que no impide la “naturalidad”. También señala que “la evolución del sonido del grupo continúa” y que parece un disco “bailable muy influenciado por la música negra” aunque con una forma o estética que puede resultar “imprevisible” y “desconcertante”. Se aprecian homenajes a Prince, Tom Tom Club, reggae y aires latinos, así como una “espléndida” balada.
Para el crítico de ABC, el sonido del grupo en directo también ha mejorado mucho. “Una suerte de Style Council madrileños” (…) “Su música siempre destilaba swing por todas partes, con claras referencias al soul y los sonidos tropicales. Las recientes incorporaciones de Paco Musulén y Luis Elices han aportado al grupo mayor capacidad creativa (…)” “También ha ganado el grupo en cuanto a calidad interpretativa.” Las versiones “de sus temas punteros resultaron matizadas y excelentes, lo que satisfizo a sus incondicionales”.
De Poo-len se extraen los sencillos Óyeme, papel, Toda su vida dedicada a los demás y ¿Cuánta fruta? Un regalo del atolón Bikini, que constituía una versión reggae de la canción ¿Cuánta fruta? Un regalo incluida en el LP.
Su quinto LP, Primero así, y luego más (1990) será el de mayor éxito. El “grupo con el que tienen más similitudes sonoras” es “Steely Dan”, aunque “(…) el universo temático de Rodrigo D.Lorenzo es único, mucho más extraordinario (…). Hay funcionarias que practican la gimnasia sexual en el patio del ministerio, minoristas de melones y almas felices que van a visitar a su novia en bicicleta (con el casete a pilas sonando a tope)”. “(…)carnosidad de los arreglos y (…) tonificante euforia general. Un disco raro y delicioso”. “El primer sencillo extraído del álbum, Allá en las alturas, es una excelente muestra de esta versatilidad, ya que en él se conjugan ritmos africanos y jamaicanos que, junto a un texto delicioso, se convierte en algo contagioso, alegre y mágico, como el contenido de todo el álbum”. “En Beber y bailar, una excelente canción de aire tropical, un desdichado vendedor de melones se entrega al alcohol y al baile como único remedio para su aburrida vida”.
Para Ignacio Sáenz de Tejada, en El País “La brillantez y consistencia de una trayectoria que culmina con su último disco, Primero así, y luego más. (…) Un estilo propio, cada vez más definido y que funde con intensidad algunas de las tendencias imperantes en el pop actual.(…) se inspiran en músicas primarias negras y latinas, las envuelven en un tratamiento pop y logran un trabajo personal con elegancia. (…) Beber y bailar, una composición que dignificaría el número uno en las listas de éxitos”. Se destaca que han tenido “todo lo necesario”: “ingeniero/productor extranjero (Bob Painter), horas de estudio para conseguir un acabado perfecto” y un diseño de portada “exultante de color, calor, sabor y vitalidad, buena referencia del contenido”. La portada fue, en efecto, considerada por Rockdelux una de las mejores de ese año. Para Popular 1, es un grupo de “(…) brillantes músicos”. “Uno de los discos Made in Spain que mejor combina el soul con los ritmos calientes de origen afrolatino. Un disco que destaca tanto por sus excelentes composiciones como por la nitidez de la producción”. “La luminosa nueva entrega de uno de los grupos españoles más intrigantes”.
Primero así, y luego más fue mejor promocionado por la discográfica que sus trabajos anteriores, lo que se reflejó en una apreciable mejora en ventas de discos y entradas. Sin embargo, esta apuesta tenía una contrapartida. Antes de sacar Primero así, y luego más, sospechando su potencial y las probables ofertas que el grupo recibiría para irse a una compañía más grande, el sello condicionó la promoción de ese quinto disco a una prórroga del contrato original por dos discos más.
De Primero así y luego más se extraen los sencillos Allá en las alturas, Beber y bailar, Primero así y luego más y Misterio.
El primer fruto de esta prórroga será ya su sexto álbum, Atún y algas (1991). Rodrigo, Luis y Paco vuelven a contar con importantes colaboradores, algunos ya habituales (Bob Painter, Miguel Morant, Candi Avello, Paco Bastante, Carlos Hens) y otros más recientes (Óscar Quesada, Gino Pavone). El disco es, según la crítica: “La definitiva maduración del universo sonoro de Ciudad Jardín”. “(…) una de las mejores bandas del país”. “(…) son de los pocos – poquísimos – que merecen ser tratados como creadores en el paupérrimo panorama del pop nacional”. “(…) una modélica trayectoria”. “Un grupo sólido (…) que sabe mezclar lo extravagante y lo evidente con total soltura”. La revista Rockdelux analiza toda su discografía y los lectores sitúan el LP en el número 3 de los discos españoles del año 1991, el sencillo Miren a mi mulo entre las diez mejores canciones del año y la portada como la mejor nacional del año.
Para el crítico de Metrópoli (El Mundo (España)) es un disco “soberbio: nada de aditivos ni colorantes”. Para el de Babelia (El País), “Cuando lo comercial es inteligente, cuando las melodías muestran una cara asimilable que esconde ulteriores lecturas, cuando las influencias se interrelacionan entre sí de una manera personal (…)” “(…) uno de los discos más serios, adultos y comerciales que se han editado este año en nuestro país.” Para el de Guía del Ocio, “Utilizan referencias del pop de los 90 y las músicas calientes y los envuelven con sus letras, llenas de un especial e irónico sentido del humor”. Para Carlos Tena, son “(…) canciones redondas, dotadas de ese aire bailón, que no fácil, y que borda el líder con una sensualidad cercana a la de los artistas del soul latino (…)”. Reciben una mención especial del jurado del Premio Ojo Crítico - segundo milenio de Radio Nacional de España, por su “constante evolución, calidad y creatividad” Para la crítica de La Vanguardia, son “Uno de los proyectos musicales más originales, sugerentes y creativos que ha dado el pop nacional. (…) Compositores, arreglistas y productores de sus propios trabajos, algo verdaderamente extraordinario en el ámbito nacional.” Para el Diari de Barcelona “(…) anomenats maleïts(…) malgrat ells i la creativitat in crescendo de la seva linia artistica”. “(…) un disc ballable, a mig temps,, i un cuidat treball lletristic”. ("(...) llamados malditos a su pesar y a pesar de la creatividad en crescendo de su línea artística". "(...) un disco bailable, a medio tiempo y unas letras cuidadosamente trabajadas"
La discográfica pide a varios críticos prestigiosos que presenten el disco. Según Diego Alfredo Manrique: “Suenan espléndidos, vamos, suenan de lujo.” “(…) Steely Dan, pero hecho aquí”. “Ni entonces (1986) ni ahora ha existido un grupo español con una temática tan amplia y tan capaz de enfrentarse a cualquier cuestión sin sonar pedantes o simplones”. “Aquí la caña manda es la mejor historia tropical que haya hecho nunca un grupo de aquí.” “Con la entrada de Luis y Paco empezaron a tirar por lo caliente, lo afrocubano, lo funky, lo brasileño, lo africano. Y nadie se había enterado aquí del calentamiento del rock, del world beat y todo eso.” “Hay un elemento de juego, una complicidad ingeniosa que percibes si escuchas con atención, varios niveles de lectura, letras que te obligan a pensar”. “La gran mayoría de grupos españoles son incapaces de tratar el sexo. (…) En CJ se apuesta por la sutilidad, (…) con elegancia exquisita”, “fetichismo”, “exhibicionismo”, “pasión compartida bajo un mismo techo”, “zonas erógenas”. Según Luis Hidalgo, su “(…)pop lujoso de baile, funk-pop sofisticado” transita “entre letras que hablan de peripecias, (…) de placeres delicados, de cuerpos que atormentan” o de “una ofensa, el vuelo de un guante, y su aterrizaje y posterior rescate de una laguna de relucientes churros”.
La mayor trascendencia de sus discos se corresponde con comentarios a sus conciertos en la prensa diaria nacional y local. En enero de 1991 su concierto inicia Actual, escenario de culturas contemporáneas , en Logroño (Actual (festival)). Según El Independiente “(…) excelente banda” que dejó un “excelente sabor de boca”. En septiembre, en la plaza de toros de Santander, para Alerta demuestran: “gran versatilidad como instrumentistas”. En Alicante, (La Verdad (España))“Excelente sonido y continuas buenas vibraciones desde el escenario que eran recibidas por un público que no paraba de bailar en ningún momento”.
En diciembre deciden presentar el disco tocando en Barcelona, por segunda vez en diez años, asumiendo ellos mismos los costes, ya que su compañía no lo hace. “Su concierto fue simplemente estupendo, comercial y sencillo en el mejor sentido, pues una vez más, la música de Ciudad Jardín se pudo bailar y escuchar. Ambas cosas aplicadas a un repertorio sin fisuras y a la aplastante naturalidad de Rodrigo en escena, dieron lugar a una hora y media larga de pura diversión”. “Que duri: coses així no passen cada día.” ("Que dure: cosas así no pasan todos los días") “Un concierto memorable, hora y media de buena música”. También en Madrid, donde el grupo demostró haber creado “un híbrido muy personal y especialmente atractivo” y sus músicos “realizaron un trabajo excelente y muy completo (…)” y “una puesta en escena colorista”.
De Atún y algas se extraen los sencillos En la laguna de churros, Miren a mi mulo y Me atormenta tu cuerpo.
Poco después de terminar Atún y algas y mientras realizan estas actuaciones, ya están trabajando en el que será su despedida y liberación de la compañía, un disco experimental que titularán, significativamente, Una temporada en el infierno de los grupos. Sin embargo, la discográfica lo renombrará Fatahal Jadimul Baba 1992 (1992). Obligados a crear otro disco con Atún y algas recién publicado, producen un álbum totalmente diferente a lo que venía siendo su trayectoria, dando a la improvisación mucho más peso que a la composición. “Hay dubeante reggae, techno-funky, hits potenciales – La tuba en el tubo-, un experimento instrumental al estilo Japan, sendas y particulares versiones del Summertime y del I Heard it through the grapevine (…) e incluso un delirio etno-muslim”
Su prestigio y repertorio les proporciona su primer contrato con una gran compañía, la antigua Hispavox, ya absorbida por EMI. Su primer disco con ellos será Ojos más que ojos (1992). Según Diario 16, siguen “(…) manteniendo su estilo y calidad”. “(…) un elegante placer”. Según Metrópoli (El Mundo (España), “Historias de placeres delicados y surrealismos cotidianos vuelven a conformar el argumento de cada uno de esos cuentos con música que son las canciones de CJ.” Para El País Semanal, “Ninguno de los discos anteriores tenía desperdicio y Ojos más que ojos no es una excepción. Con un sonido moderno y respetuoso, investiga en el futuro desde una melodía base pop. Sus canciones suenan con frescura y fuerza”. Para Babelia (El País) , “(…) se han redondeado las melodías, (…) se han trabajado los coros, (…) se ha pulido la producción, (…) se han buscado los estribillos más claros” “Arreglos de sedosa negritud” “(…) extrema e inquieta agudeza”. Para Diario 16, “Un álbum con sonidos mediterráneos en el que consolidan su eclecticismo”. Para ABC, “(…) otro de sus excelentes trabajos.” Para Guía del Ocio, “Un grupo que no tiene competencia. ¡Vaya machada!” Para Rockdelux, Un disco repleto de “atmósferas de pop sofisticado y elegante”. “(…) prima la sutilidad por encima del ritmo”. “(…) siguen encontrándose grandes canciones como el single Fatalidad o la envolvente Duna móvil” Para Castellón Diario, “(…) un inequívoco paso adelante y una evidente profundización musical con letras aún más trabajadas y ritmos más complejos no exentos de comercialidad.” Para El Gran Musical, “(…) ingenio, músicos muy buenos, diez años de vida y diez canciones llenas de peculiaridades”. Para Guía de Madrid, “Su cantante, Rodrigo de Lorenzo, es una de las personalidades más peculiares del pop nacional. Su forma de cantar, algunas veces sugerente, otras insinuante y siempre consiguiendo resultar muy agradable, va tomando cuerpo y solidez con cada nuevo disco”. Para algunos, es “su mejor disco”. o “(…) un álbum ambicioso a todos los niveles”. “(…) mucha poesía, mucho simbolismo”.
De Ojos más que ojos se extraen los sencillos Fatalidá y Duna móvil. 
Su concierto en la sala Aqualung (29 de abril de 1993) recibió críticas contradictorias: mientras para un periodista “su propuesta de suaves ritmos latinos con influencia del pop anglosajón resulta envolventemente cálida” y “Todo parece muy natural, con un aire de ingenuidad y espontaneidad”, y para otra destacan “los coros ingeniosos, compenetrados y efectivos”, para otro “el guitarra solista escondía los punteados (sic) (…)” y los sintetizadores creaban un “sonido galáctico.” Ese año, por primera vez en su carrera, tocan en Madrid numerosas veces y “con mucha asistencia de público”
El 20 de agosto terminan su gira en Ibiza, donde Ojos más que ojos había sido concebido. El 20 de noviembre, sin embargo, aún actuarán en el festival “Todos en concierto” a beneficio de Ayuda en Acción que lo destinó a dos proyectos en las zonas más castigadas por la guerra en Nicaragua y El Salvador. El festival contó con la colaboración de varios artistas: Gran Wyoming, Antonio Vega, Secretos, Rosendo, etc.
Casi a la vez que la nueva discográfica publica Ojos más que ojos, la anterior saca el recopilatorio The best (1993). “Once buenísimos temas”, según Súper Pop.
Para su último álbum, Ombligo secreto ([1995]) se toman un respiro de dos años que les permite componer más de treinta temas de los que escogen diez. Tras una larga labor de preproducción, para la grabación (en Livingston Studios, Londres y Trak, Madrid) buscan la colaboración, como siempre, de los mejores músicos posibles, procedentes esta vez de diferentes países y culturas, y colaboradores de artistas de primera línea o artistas por derecho propio. Varios no son habituales: Gema Corredera, Webo Cuervo, Pepe Fábregues, Andy Gangadeen, Luis Jardim, Justo Lera, Peter Oteo, Edith Salazar, Wáfir Sheik (Wáfir Sheikhaldín), Pável Urquiza.
Los críticos de El País otorgan al disco una puntuación buena, muy buena o máxima Para La Guía del Ocio, anunciando un concierto, “Es su mejor disco. (…) Las canciones no ofrecen ninguna duda: enganchan a la primera escucha”. Para El País, “(…) siempre han sabido crear temas de calidad”. Para ABC, “Un directo sabroso como una receta de Arguiñano y la voz cálida de Lorenzo Rodrigo (sic)”. Para El Faro de Vigo, “Hoy por hoy, lo mejor que hay”. Para O Correo Galego, “(…) una interesante e coherente carreira, forxando un estilo moi especial” ("Un ainteresante carrera, forjando un estilo muy especial") Según El Correo Gallego, “sensualidad e intimismo” y unas “canciones directas que invitan al baile” Según La Guía del Ocio, reseñando el disco, “Siguen facturando excelentes discos”. (79) y, en otro artículo, revelan “en sus conciertos un apasionamiento por la música con sabor y con alma y por los ritmos afroamericanos” Según La Voz de Galicia, en sus conciertos hacen “demoledoras versiones de sus clásicos cercanas al rock”. Según El País de las Tentaciones, anunciando el directo, “Letras trabajadas y ritmos complejos pero comerciales”. Para Guía de Madrid, “Buenas melodías, ritmos variados, música pegadiza y canciones bailables”. Para Metrópoli, “Este nuevo laberinto de ritmos, emociones y placeres delicados a lo mejor no tiene citas líricas tan surrealistas como en Ojos más que ojos pero las verdades más directas resuenan con un encanto especial en la voz de Rodrigo X. Lorenzo” Según El País de las Tentaciones, reseñando el disco, “El pescador (..) se llama Ciudad Jardín. (…) Él sigue hundiendo su caña en muchos ríos, y CJ, aún con una producción lujosa y convencional, conserva su vieja caña. Es un flexible trozo de elástico bambú, a veces negro, a veces tropical, siempre curvándose a los deseos del pescador”. Según Cuadernos, de Diario 16, “(…) una amplia gama de ritmos calientes conciliados con letras reflexivas”, de un grupo fiel desde el principio a una “máxima exigencia de calidad”. Para La Información de Madrid, “Arreglos y sonido muy cuidados (…) con un sonido propio”. Según Le Figaro Magazine, “Toda una gozada” Según el entrevistador de El País, “(…) un sonido muy cuidado” y unos “arreglos refinados” no impiden que el grupo suene “bastante natural” Según la revista El Gran Musical, “Unos ilustres precursores del pop bailable, algo que cuando empezaron, hace 10 años, resultaba chocante”. Según Diario Córdoba, “Sigue la línea habitual de la banda, pero con mucha más potencia y energía: Míreme, Miss. Beber y bailar sin perder un ápice de locura, ingenio e ironía”. Para Diari de Girona, “(…) sempre originals y divertits” ("Siempre originales y divertidos"). Para Época, “Un compacto lleno de sensualidad y magia. (…) temas bailables con excitantes estribillos, como Mieeente o Haría lo que fuera por ti, (…) baladas convincentes como Sólo una voz” y (…) un verdadero clásico de nuestro pop, Era fácil para ti, un tiempo medio que arde y confiesa debilidades”. Para las revistas de Barcelona Okaina y Preséncia, “La más barata sombrilla, en cambio, tiene mucha frescura y mucho feeling” “Una impecable col.lecció de cançons” ("Una impecable colección de canciones").
De Ombligo secreto se extraen los sencillos Onono nono nooo, Mieeente y La más barata sombrilla, además del extracto Esencias de ombligo secreto. 
Su single Mieeente es incluido en la banda sonora de la película Dile a Laura que la quiero (1995), dirigida por José Miguel Juárez y protagonizada por Jorge Perugorría. Es un tema calificado de “incandescente” y “de los más escuchados del verano que termina”.
Después de más de trece años de carrera, la prensa sigue elogiando su trayectoria “coherente” y “creativa” y sus "buenas composiciones"
Sin embargo la transnacional EMI-Hispavox abandona el disco después del verano porque considera que las ventas no son suficientes. Posteriormente esto provoca la rescisión del contrato. 
En 1997, tras un concierto en la sala Suristán de Madrid (18 de abril), se separan. 
El 15 de noviembre de 2001 el trío participa en el concierto homenaje al El Pentagrama Penta 1976-2001, 25 años con el mismo espíritu, en homenaje al famoso bar, clave en la Movida madrileña, Pentagrama.
En 2003 el sello Dro East West, perteneciente a AOL Time Warner y que había comprado todo el catálogo de Ciudad Jardín en Fonomusic, publica el recopilatorio Veinte éxitos pasados por agua. Warner Music Group también ha acabado adquiriendo los dos discos que sacaron con Hispavox.

## Discografía
- Ciudad jardín (Grabado en 1982 por Goldstein - Editado en 1999 por Subterfuge Records)
- Falso (1985 - Fonomusic)
- Auténtico (1986 - Fonomusic)
- Dame calidad [Mini-LP] (1987 - Fonomusic)
- Toma cantidad (1987 - Fonomusic)
- Poo-Len (1988 - Fonomusic)
- Primero así, y luego más (1990 - Fonomusic)
- Atún y algas (1991 - Fonomusic)
- Fatahal-Jadimul Baba 1992 (1992 - Fonomusic)
- Ojos más que ojos (1992 - Hispavox)
- The Best [Recopilatorio] (1992 - Fonomusic)
- Ombligo secreto (1995 - Hispavox)
- Veinte éxitos pasados por agua [Recopilatorio] (2003 - Fonomusic)

### Sencillos
- Emmanuelle negra (1985)
- Las vacas (1985)
- ¡Gato! (1986)
- No puedo fumar (1986)
- Dame calidad (1987)
- Aquí la caña manda (1987)
- Su casa es suya (1988)
- Óyeme, papel (1989)
- Toda su vida dedicada a los demás (1989)
- Allá en las alturas (1990)
- Beber y bailar (1990)
- Primero así y luego más (1990)
- Misterio (1990)
- En la laguna de churros (1991)
- Miren a mi mulo (1991)
- Me atormenta tu cuerpo (1991)
- Fatalidá (1992)
- Duna móvil (1992)
- Onono nono nooo (edit) (1995)
- Mieeente (1995)
- La más barata sombrilla (1995)
- Esencias de Ombligo secreto (extracto del CD) (1995)

### Maxisingles y remezclas
- Emánuel negra en el valle de los zombis (disco mix) (maxisingle, 1988)
- ¿Cuánta fruta? Un regalo del atolón Bikini (remezcla reggae, 1989)
- Cubo’s discoteca (remix)" (maxisingle, 1993 – Hispavox)

## Reconocimientos y méritos
2º premio en la IV edición del Concurso Rock Villa de Madrid (1984).
Mención especial del jurado del Premio Ojo Crítico - segundo milenio de Radio Nacional de España, por su “constante evolución, calidad y creatividad” (1991).